# 노키아 N시리즈

로고

노키아 N시리즈는 노키아가 2005년부터 2011년까지 판매한 피처폰, 스마트폰 및 태블릿의 고급 라인업이었다. N시리즈 장치는 일반적으로 당시 3G 또는 무선 LAN과 같은 여러 고속 무선 기술을 지원했다. 음악 재생, 사진/비디오 캡처 또는 보기, 게임 또는 인터넷 서비스와 같은 디지털 멀티미디어 서비스가 라인업의 중심이었다. 이 라인업은 2011년 회사의 주요 스마트폰 라인업인 노키아 루미아 라인으로 대체되었다.
노키아 N1 태블릿은 2014년 11월에 출시되어 'N' 접두사가 부활했지만 'N시리즈'로 판매되지는 않았다.

## 같이 보기
- 노키아 E시리즈
- HMD 글로벌